# Feierstengszalot

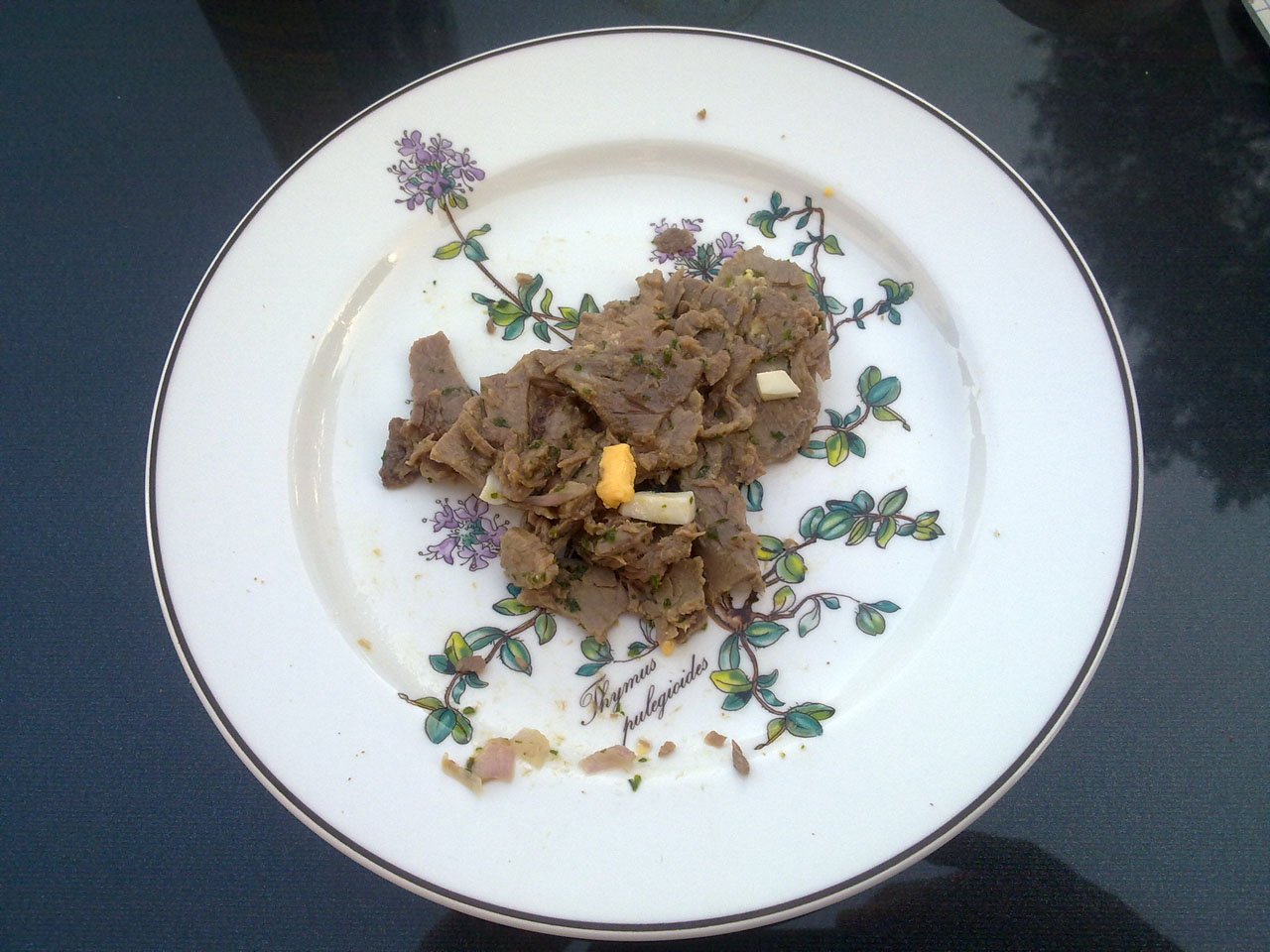
Feierstengszalot Luxemburgischen

Feierstengszalot ist ein Rindfleischsalat der Luxemburgischen Küche. „Feierstengs“ steht für Feuerstein, womit aber auch Steine bezeichnet werden, die unter Hitze zerspringen. Er wird dem Syrtal als Ursprungsregion zugeschrieben.

## Zubereitung
Die Grundlage des Salats bilden gekochtes und gewürfeltes Rindfleisch und gehackte Schalotten. Diese werden mit einer Vinaigrette aus Speiseöl, Essig und Senf mariniert bzw. angemacht. Typische Gewürze sind Salz, Pfeffer und Kräuter wie Petersilie, Estragon und Kresse. Optionale Zutaten sind gehackte Kapern oder Grüne Erbsen. Vor dem Anrichten vermischt man den Salat mit Eierspalten. Dazu werden Brot oder gekochte Kartoffeln verzehrt.